# 수리사업
수리사업(水利事業)은 물을 이롭게 쓰는 사업을 이른다. 예로부터 벼농사를 주로 지어온 한국은 많은 물을 필요로 했으므로 저수지와 보(湺) 등을 만들어 대비해 왔다. 초기의 현대적 수리 시설인 섬진강댐은 1931년에 건설되어, 호남평야의 가뭄을 없애고 섬진강 유역의 홍수를 예방하며, 전력을 생산하는 다목적 댐으로 기여도가 컸다. 따라서 1960년대에 시설을 확장하였으며, 지금은 한강·낙동강·금강 등 여러 하천의 유역에 많은 다목적 댐과 수리 시설이 건설되어 널리 이용되고 있다.